# Folketingets EU-Oplysning
Folketingets EU-Oplysning eller bare EU-oplysningen er navnet på Folketingets kanal til information om EU, som blev oprettet i 1994 og åbnede på Internettet d. 18. maj 1999. Tjenesten er en del af Det Internationale Sekretariat, indtil 1. juni 2009 Folketingets EU-sekretariat, og er gratis for alle. Tjenesten retter sig mod at give faglig korrekt og upartisk information om EU. Oplysningen har til huse på Christiansborg. Langt størstedelen af henvendelser sker fra privatpersoner, studerende og journalister primært via e-mail adressen euopl@ft.dk.
I september 2016 fik Folketingets EU-Oplysning ligeledes en facebook-profil, hvor de hyppigt lægger nyheder op om ny EU-regulering eller lignende tiltag.